# Trichomorpha evidens
Trichomorpha evidens är en mångfotingart som först beskrevs av Chamberlin 1940.  Trichomorpha evidens ingår i släktet Trichomorpha och familjen Chelodesmidae. Inga underarter finns listade i Catalogue of Life.